# Paul Grabbe

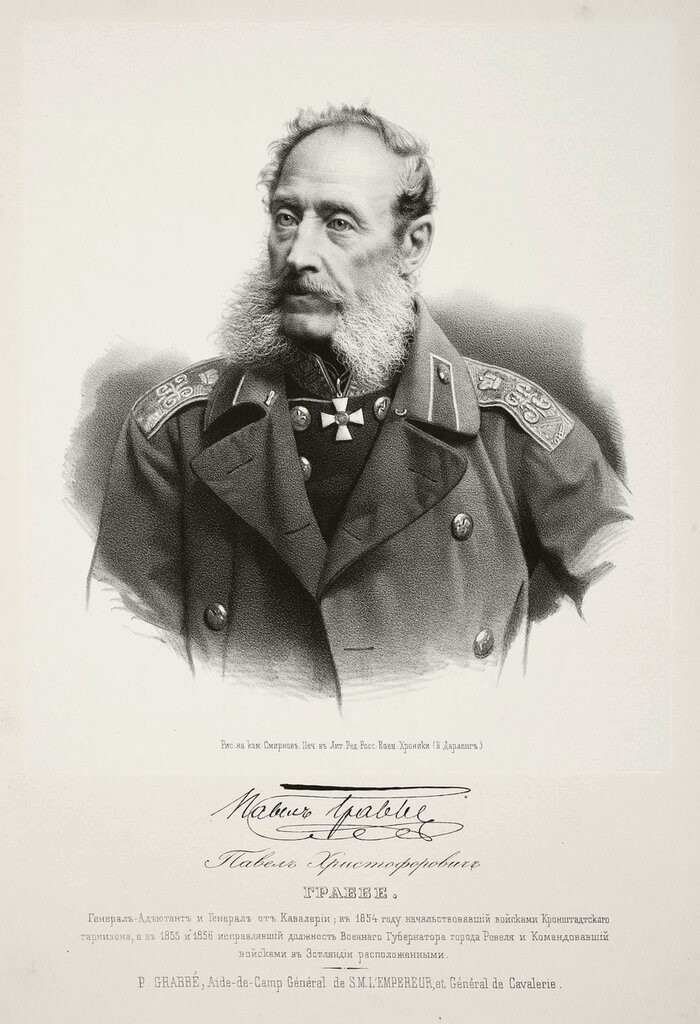
Paul Grabbe (um 1860)

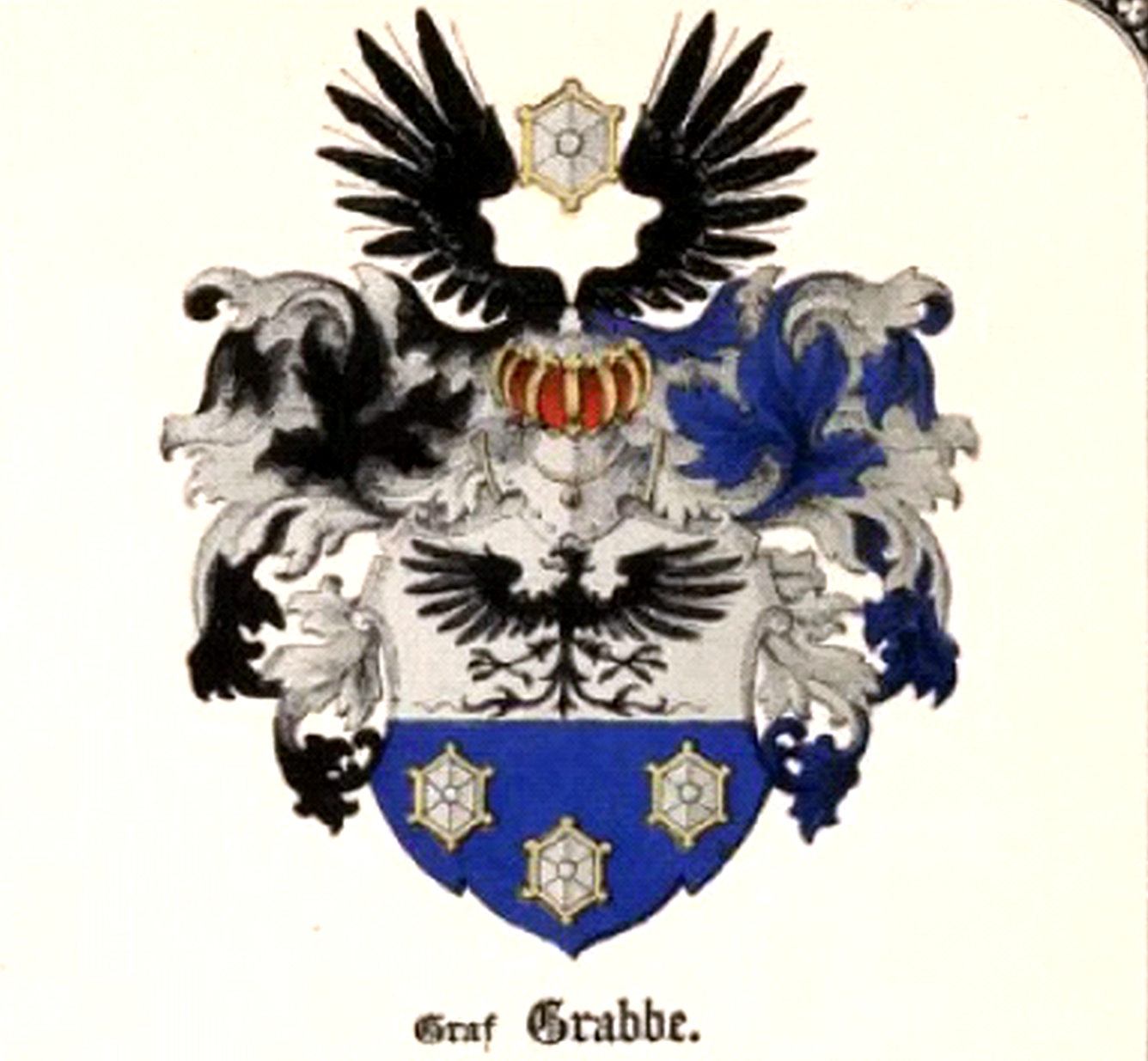
Wappen Grabbe (1866) aus dem Baltischen Wappenbuch

Paul Gustav Grabbe seit 1866 Graf, (russisch Павел Христофорович Граббе Pawel Christoforowitsch Grabbe; * 10. Dezemberjul. / 21. Dezember 1789greg. in Kexholm; † 5. Julijul. / 17. Juli 1875greg.) war ein russischer General der Kavallerie.

## Leben

### Herkunft und Familie
Paul stammte aus einem finnländischen Adelsgeschlecht. Seine Eltern waren der russische Leutnant im sibirischen Infanterieregiment, nachmalige Kreisrentmeister Christoph Valentin Grabbe († 1792) und Justina Regina, geborene Häuser († 1828) aus Dorpat.
Bereits am 3. März wurde Grabbe mit seiner Deszendenz als Ehrenmitglied in die Estländische Ritterschaft aufgenommen. Am 28. Oktober 1866 wurde er in den russischen Grafenstand erhoben.
Das Wappen ist von Silber und Blau geteilt, oben ein schwarzer Adler, unten drei sechseckige silberne Schildchen, deren Umrandung in den Ecken jeweils in einem Kopf ausläuft. Auf dem Helm mit schwarz-silbernen und blau-silbernen Decken ein schwarzer offener Flug, dazwischen ein Schildchen des unteren Wappenfeldes.
Er vermählte sich in erster Ehe mit Wera Michailowna Skoropadska (1801–1828) und nach deren Tod 1830 mit Katharina Roola († 1857). Aus zweiter Ehe sind drei Töchter und vier Söhne hervorgegangen, darunter:
- Nicholas (1832–1896), russischer Generalleutnant
- Michail (1834–1877), russischer Generalmajor
- Catherine (1839–1888), ⚭ Baron Alexander Paul von Vietinghoff gen. Scheel (1836–1896), russischer Generalleutnant[3]
- Wladimir (1843–1893), russischer Generalmajor

### Werdegang
Grabbe begann seine Laufbahn im 1. Kadettenkorps in St. Petersburg. 1805 war er zum Leutnant avanciert. und nahm an den Koalitions- und Befreiungskriegen teil. Hierbei konnte er sich bei Preußisch Eylau, Borodino sowie Tarutino besonders auszeichnen und stieg 1808 zum Oberleutnant, 1812 zum Stabskapitän, schließlich 1814 zum Hauptmann auf. Nach seiner Beförderung zum Oberst 1816 übernahm er als Kommandeur von 1817 bis 1822 das Lubensky-Husaren-Regiment. Hiernach war er bis 1823 außer Dienst.
Im Russisch-türkischen Krieg war er Kommandeur der Avantgarde in der Kleinen Walachei. Für seinen Einsatz beim Angriff auf Rachowo 1829 wurde er zum Generalmajor befördert. Während des Feldzugs kommandierte Grabbe auch das Noworossijsker Dragoner-Regiment für zwei Monate.
1831 wurde er Stabschef der 1. Infanterie-Division und nahm als solcher an der Niederschlagung des Novemberaufstands teil. Er stieg 1838 zum Generalleutnant auf und wurde Kommandeur der 2. Dragoner-Division und der Truppen der Schwarzmeer-Linie. In der zweiten Hälfte des Kaukasuskrieges galt er als einer der fähigsten und erfolgreichsten russischen Generäle. Als Befehlshaber der Operationen im Nordkaukasus konnte er Imam Schamil mit der Einnahme der Bergfestung Achulgo nach 80-tägiger Belagerung eine schwere Niederlage zufügen. Hiernach wurde er 1839 zum Generaladjutanten und stellvertretendem Militärgouverneur in Estland ernannt. In dieser Stellung blieb er bis 1853.
Zwischenzeitlich hatte er 1849 das russische Kontingent im Ungarischen Unabhängigkeitskrieg befehligt. Mit Ausbruch des Krimkrieges wurde er Kriegsgouverneur in Reval und avancierte 1855 zum General der Kavallerie. In den Jahren von 1862 bis 1866 war er Oberbefehlshaber der Don-Kosaken-Armee. 1866 wurde Grabbe Mitglied des Staatsrates.

### Auszeichnungen
- St.-Anna-Orden III. Klasse (1807), II. Klasse (für Borodino, 1812), I. Klasse (1831)
- Schwertorden I. Klasse (1814)
- St.-Georg-Orden IV. Klasse (1812), III. Klasse (1831)
- St.-Wladimir-Orden IV. Klasse (für Tarutino, 1812), III. Klasse (1829), II. Klasse (1834), I. Klasse (1856)
- Goldenes Schwert für Tapferkeit (1830)
- Virtuti Militari II. Klasse (1831)
- Orden des Weißen Adlers (1837)
- Alexander-Newski-Orden (für die Eroberung der Bergfestung Achulgo, 1839)
- Nişan-i İftihar I. Klasse (1846)
- St.-Andreas-Orden (1863)
- Leopoldorden I. Klasse (1850)